# Home Nations Femenino 1996
El Home Nations 1996 fue la primera edición del principal torneo de rugby femenino europeo.

## Participantes
- Escocia
- Gales
- Inglaterra
- Irlanda

## Clasificación
| Pos. | País       | Partidos | Partidos | Partidos  | Partidos | Anotación | Anotación | Anotación  | Puntos |
| Pos. | País       | Jugados  | Ganados  | Empatados | Perdidos | A favor   | En contra | Diferencia | Puntos |
| ---- | ---------- | -------- | -------- | --------- | -------- | --------- | --------- | ---------- | ------ |
| 1    | Inglaterra | 3        | 3        | 0         | 0        | 80        | 19        | +61        | 6      |
| 2    | Gales      | 3        | 1        | 0         | 2        | 20        | 84        | -64        | 2      |
| 3    | Escocia    | 3        | 1        | 0         | 2        | 35        | 23        | +12        | 2      |
| 4    | Irlanda    | 3        | 1        | 0         | 2        | 30        | 39        | -9         | 2      |

## Resultados
| 21 de enero | Irlanda | 0 - 21 | Escocia |  |  |

| 4 de febrero | Inglaterra | 56 - 3 | Gales |  |  |

| 18 de febrero | Gales | 11 - 6 | Escocia |  |  |

| 3 de marzo | Irlanda | 22 - 6 | Gales |  |  |

| 3 de marzo | Escocia | 8 - 12 | Inglaterra |  |  |

| 3 de marzo | Inglaterra | 12 - 8 | Irlanda |  |  |

| Bandera de Inglaterra |
| Campeón Inglaterra    |
| Primer título         |